# Boston (album)
Boston è il primo album in studio del gruppo musicale statunitense Boston, pubblicato nell'agosto del 1976 dalla Epic Records.
L'album ha ottenuto grande successo ed è diventato uno dei debutti più venduti nella storia della musica. Raggiunse il terzo posto della classifica Billboard 200, arrivando a vendere oltre 17 milioni di copie nei soli Stati Uniti. L'album è ricordato principalmente per singoli come More Than a Feeling, che ebbero il merito di dare nuova linfa al rock classico in un periodo dominato dalla disco music e dalla nascita del punk rock.
Il suo stile musicale, sviluppato attraverso l'amore di Scholz per la musica classica, ganci melodici e potenti parti di chitarra, ha ispirato l'intero genere corporate rock e una miriade di band di successo venute fuori negli anni immediatamente successivi.

## Antefatti
Nei tardi anni sessanta, Tom Scholz cominciò a frequentare il Massachusetts Institute of Technology (MIT) dove scrisse le sue prime canzoni. Dopo essersi laureato, venne assunto presso la Polaroid nella divisione di sviluppo del prodotto. 
Parallelamente all'attività lavorativa, Scholz suonava le tastiere in alcune band nei locali notturni di Boston, facendo ben presto la conoscenza del batterista Jim Masdea. Tra i due nacque immediatamente una grande intesa musicale, decisero per cui di costruire un piccolo studio a Watertown, Massachusetts, per registrare alcune idee. Successivamente si misero alla ricerca di un cantante, e dopo circa una decina di provini, trovarono Brad Delp. Questi venne scelto dopo aver cantato il brano Rocky Mountain Way di Joe Walsh. Completò la formazione il chitarrista Barry Goudreau.
Nel 1973 la band disponeva di sei canzoni demo, che Scholz e la moglie Cindy inviarono ad ogni casa discografica possibile. Il materiale venne rifiutato e ritenuto scadente da diverse etichette come RCA, Capitol, Atlantic, Elektra ed Epic Records. Nel nastro erano presenti embrioni di diversi brani che formeranno l'album di debutto dei Boston. Tuttavia il rifiuto delle varie etichette, fece sciogliere prematuramente la prima formazione del gruppo. Nel 1975 Scholz cessò la sua attività nei club, concentrandosi esclusivamente sui nastri demo che registrava nella cantina di casa, arrivando a spendere quantità enormi di tempo e denaro. Richiamò inoltre Brad Delp per farlo cantare sui nastri. Scholz diede successivamente i nuovi demo ad un suo collega della Polaroid che aveva un cugino impiegato alla ABC Records.
La band catturò dopo alcuni mesi l'interesse della Epic Records, la quale invitò Scholz per un'esibizione di prova dinanzi ai propri rappresentanti. Questi allestì rapidamente una nuova formazione, sempre con Brad Delp e Barry Goudreau, ma senza più Jim Masdea che aveva perso interesse verso il progetto. Fecero inoltre il loro ingresso il bassista Fran Sheehan e il batterista Dave Currier. Nel novembre 1975, la band suonò per i dirigenti in un magazzino di Boston che in passato era stato utilizzato anche dagli allora esordienti Aerosmith. La Epic decise di proporre al gruppo un contratto che prevedeva la pubblicazione di dieci album in circa sei anni. Dave Currier abbandonò la band prima di sapere se questa avesse superato il provino, venendo sostituito dal batterista Sib Hashian. L'etichetta chiese al gruppo di trasferirsi a Los Angeles e ri-registrare le loro canzoni con un produttore differente. Il compito venne affidato a John Boylan, il quale suggerì alla band di adottare il nome di Boston.

## Registrazione
Nonostante la richiesta avanzata dalla Epic di trasferirsi a Los Angeles, Scholz volle registrare l'album nel suo piccolo studio a Watertown. Egli costrinse il produttore John Boylan a creare interferenza con l'etichetta. In un elaborato stratagemma, Scholz ingannò la Epic, convinta che la band stesse registrando sulla West Coast, quando in realtà si trovava nella casa di Scholz in Massachusetts. L'unica traccia che venne registrata a Los Angeles fu la conclusiva Let Me Take You Home Tonight scritta da Brad Delp. L'intera registrazione venne completata nello studio di Scholz, fatta eccezione per la voce di Delp, incisa invece presso i Capitol Studios con l'aiuto dell'ingegnere del suono Warren Dewey.
Quando si recò a Los Angeles per il missaggio finale, Scholz si sentiva intimidito e temeva che gli ingegneri professionisti lo avrebbe visto come uno "sprovveduto che ha lavorato in un seminterrato". John Boylan trovò il suo unico punto di confronto con l'autocratico Scholz durante la fase di missaggio: il leader gestì le parti di chitarra, Boylan la batteria e Warren Dewey la voce. Scholz spinse il suono delle chitarre eccessivamente in alto nel mix, rendendo in alcune parti impercettibile il suono della voce.
L'album è stato registrato per un costo di qualche migliaio di dollari, una quantità irrisoria in un settore abituato a spendere centinaia di migliaia di dollari per una singola registrazione.

## Il disco
Boston è composto principalmente da canzoni scritte molti anni prima della loro comparsa sul disco. Scholz contribuì alla stesura di quasi tutti i brani, suonò praticamente tutti gli strumenti e registrò tutte le tracce. Il sound dei Boston combinava potenti ritornelli melodici con massicce parti di chitarra di ispirazione classica. Secondo Scholz, l'idea di belle armonie vocali era stata ispirata dai The Left Banke, mentre il suono della chitarra proveniva da the Kinks, the Yardbirds e Blue Cheer. Un altro elemento distintivo della musica dei Boston in termini di produzione era l'equilibrio tra chitarre acustiche ed elettriche. A tal fine, Scholz era stato ispirato dall'ascolto di musica classica durante la sua infanzia, notando che il "concetto di base" di impostare l'ascoltatore verso un imminente cambio sonoro all'interno dello stesso brano, era stato esplorato per centinaia di anni nelle composizioni classiche. Il disco si avvale anche di più strati di chitarra armonizzati ed elementi melodici barocchi noti come mordenti.
Il singolo principale e traccia d'apertura, More Than a Feeling, è un inno sul sognare ad occhi aperti, condito da una continua alternanza di dolci parti acustiche con possenti riff di chitarra. Il brano prende spunto da una storia d'amore che Scholz aveva avuto durante gli anni della scuola. Inizialmente la band non era convinta del fatto che potesse essere un buon singolo d'esordio, tuttavia la Epic fece pressioni affinché venisse pubblicato. Il secondo singolo, Peace of Mind, venne invece composto nel periodo in cui Scholz lavorava per la Polaroid. Rock & Roll Band, una traccia risalente al primo demo della band, è l'unico brano che presenta ancora l'incisione originaria di Jim Masdea alla batteria. Hitch a Ride, originariamente intitolata San Francisco Day, è invece stata la prima canzone registrata con la voce di Brad Delp. Per creare un effetto speciale sull'assolo di organo della traccia, Scholz rallentò con il dito una delle bobine di registrazione.
Il caratteristico tema fantascientifico della copertina è dovuto ad un pensiero di Scholz: «L'idea era fuggire; mi venne in mente una "chitarra astronave".» La navicella originale fu disegnata nel 1976 da Paula Scher ed illustrata da Roger Huyssen con caratteri di Gerard Huerta per la Epic Records.

## Accoglienza
| Recensione       | Giudizio       |
| ---------------- | -------------- |
| AllMusic         |                |
| Robert Christgau | C              |
| Rolling Stone    | favorevole     |
| Ondarock         | Pietra miliare |

Boston venne pubblicato dalla Epic Records il 25 agosto 1976. Tra gli addetti del settore in pochi pensavano che un disco rock fatto di chitarre pesanti avrebbe potuto scalare le classifiche nel periodo in cui la disco music spopolava in radio. Dopo un timido inizio, l'album cominciò ad essere trasmesso da oltre 392 stazioni radiofoniche. Convinto dell'insuccesso del disco, Scholz, all'epoca ventinovenne, pensò di abbandonare il suo sogno di rock and roll; riprese a lavorare presso la Polaroid durante le prime settimane di messa in vendita dell'album. Egli rimase pessimista fino a quando il disco non superò le 200 000 copie vendute. «E tutto ad un tratto capì che ero nel mondo della musica» − ha raccontato a Rolling Stone − «Venni a conoscenza dei dati di vendita quando ero ancora impiegato alla Polaroid a tempo pieno. Non fu facile stare lì altre due settimane.» La critica si rivelò gentile nei confronti dei Boston; Rolling Stone scrisse che «l'affinità del gruppo per l'heavy rock & roll fornisce un senso di dinamiche che è magneticamente coerente con sofisticate strutture progressive.»
L'album venne certificato disco d'oro due mesi dopo la pubblicazione, e vendette altre 500 000 copie entro trenta giorni, ricevendo il primo disco di platino nel novembre 1976. Al gennaio 1977, il debutto aveva già registrato oltre due milioni di copie, facendone uno degli album d'esordio venduti più velocemente nella storia della musica. «Ero alla Polaroid quando sentì per la prima volta More Than a Feeling trasmessa in radio» − ha rivelato Tom Scholz − «Nella prima settimana in cui uscì, l'album fece meglio di quanto mi aspettassi.» Il disco fece guadagnare ai Boston diversi riconoscimenti, inclusa la nomina nella categoria Miglior artista esordiente per i Grammy Awards 1977. Nel dicembre 1977, le vendite raggiunsero la cifra delle sei milioni di copie.
Nel 1990 l'album è diventato disco di diamante per le oltre 10 milioni di copie vendute. Nel novembre 2003, la RIAA ha certificato oltre 17 milioni di copie vendute dall'album solo negli Stati Uniti. Globalmente, ha superato la cifra di 20 milioni di copie. È il secondo album di debutto più venduto di sempre, dietro Appetite for Destruction dei Guns N' Roses.

## Tracce
Lato A
1. More Than a Feeling – 4:46 (Tom Scholz)
2. Peace of Mind – 5:02 (Tom Scholz)
3. Foreplay/Long Time – 7:47 (Tom Scholz)

Lato B
1. Rock & Roll Band – 3:00 (Tom Scholz)
2. Smokin' – 4:22 (Delp, Tom Scholz)
3. Hitch a Ride – 4:12 (Tom Scholz)
4. Something About You – 3:48 (Tom Scholz)
5. Let Me Take You Home Tonight – 4:44 (Brad Delp)

## Formazione
- Tom Scholz – chitarra solista, chitarra acustica, basso elettrico, organo, clavinet, produzione
- Brad Delp – voce, chitarra solista, chitarra acustica
- Barry Goudreau – chitarra ritmica, chitarra solista (tracce 3, 8)
- Fran Sheehan – basso (tracce 3, 8)
- Sib Hashian – batteria, percussioni

### Altri musicisti
- Jim Masdea – batteria in Rock & Roll Band

## Classifiche
| Classifica (2021) | Posizione massima |
| ----------------- | ----------------- |
| Grecia            | 2                 |